# Wasyl Jacyszyn
Wasyl Iwanowycz Jacyszyn, ukr. Василь Іванович Яцишин, ros. Василий Иванович Яцышин, Wasilij Iwanowicz Jacyszin (ur. 7 lutego 1960) – ukraiński piłkarz, grający na pozycji pomocnika lub obrońcy.

## Kariera piłkarska
W 1981 rozpoczął karierę piłkarską w klubie Dnipro Czerkasy. W 1985 został piłkarzem Nywy Winnica. W 1989 przeszedł do zespołu amatorskiego Podilla Kyrnasiwka. Na początku 1991 wyjechał do Polski, gdzie bronił barw Igloopolu Dębica. Potem występował w Chimiku Winnica, w którym zakończył karierę piłkarza.